# Tycho Castberg (Pastor)

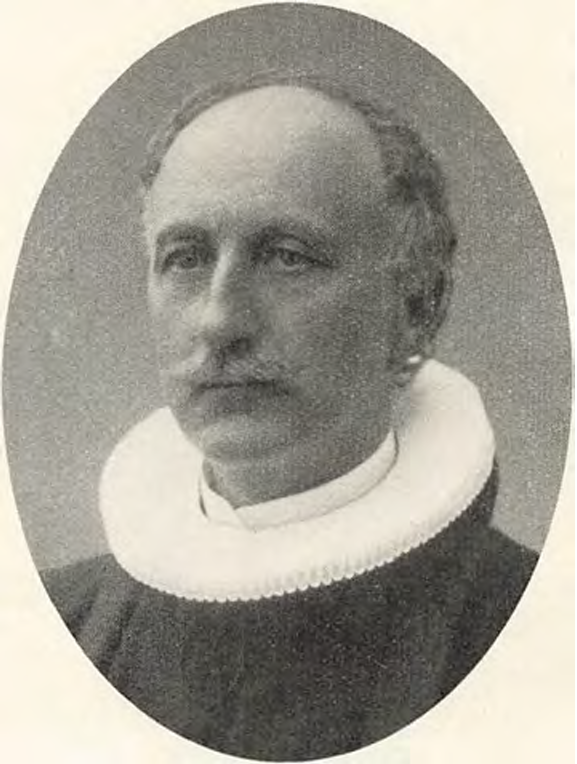
Tycho Castberg (1872–1948)

Tycho Castberg (* 4. Mai 1872 in Strinda (heute Trondheim); † 21. November 1948 in Hamar) war ein norwegischer Seelsorger und Friedensaktivist. Nach abgeschlossenem Theologiestudium und frisch verheiratet wanderte er mit Frau und Kindern nach New York aus, um dort als Leiter der norwegischen Seemannsmission den skandinavischen Seeleuten das Evangelium zu verkünden. 1911 kehrte er nach Strinda zurück und war dort über dreißig Jahre lang Geistlicher im Pfarrhof Berg, zunächst als Kaplan, dann als Gemeindepfarrer und Propst. Als Vorstandsmitglied der Priestervereinigung setzte er sich für landesweite ehrenamtliche Pfarrgemeinderäte ein. Er war in verschiedenen Friedensorganisationen lokal und national aktiv und vertrat diese auf internationalen Kongressen. Er hatte neun Kinder, die alle das Abitur ablegten, auch die Mädchen.

## Leben

### Eltern und Geschwister
Tycho Castberg entstammt einer Familie mit 13 bzw. 11 Kindern. Sein Vater, Oberstleutnant Tycho Didrik Castberg (1829–1897), war drei Mal verheiratet. In der ersten Ehe mit Hella Marie Bolette Krefting (1834–1863) wurden fünf Kinder geboren: Christopher (* 1855), Axel Krefting (* 1856), Hella Krefting (* 1859), Johannes Henrik Berg (* 1861) und Carl Ludvig (* 1862). Christopher und Johannes wanderten später nach Amerika aus und lebten als Kapitän in Mexiko bzw. als Apotheker in Seattle.
Nachdem die zweite Ehe mit Anna Amalie Sophie Stabell (1834–1871) kinderlos geblieben war, heiratete Tycho Didrik deren Schwester Elise Sophie Augusta Stabell (1849–1914). Tycho ist das älteste Kind aus dieser Ehe, gefolgt von Aage Stabell (* 1874), Sophie (* 1875), Ragnvald (* 1876), Trygve (* 1878), Arne (* 1880, einjährig verstorben), Thoralf (* 1881) und Halfdan (* 1882, nach einem Monat verstorben). Aage veröffentlichte unter dem Namen A.St. Castberg die maßgeblichen genealogischen Studien über die Familien seiner Eltern. Sophie wurde bekannt, als sie Johan Nicolai Støren (1871–1956) heiratete, den Bischof von Nidaros 1928–1942.

### Studium und Heirat
Tycho Castberg „wurde Student“ 1891, d. h. er bestand das Examen artium (Abitur). Anschließend wurde er militärisch ausgebildet und am 21. September 1893 zum Unterleutnant (Vernepliktig sekondløitnant) befördert. Er diente im Trondheimer Linienbataillon und später in der Alta Kretskompani.

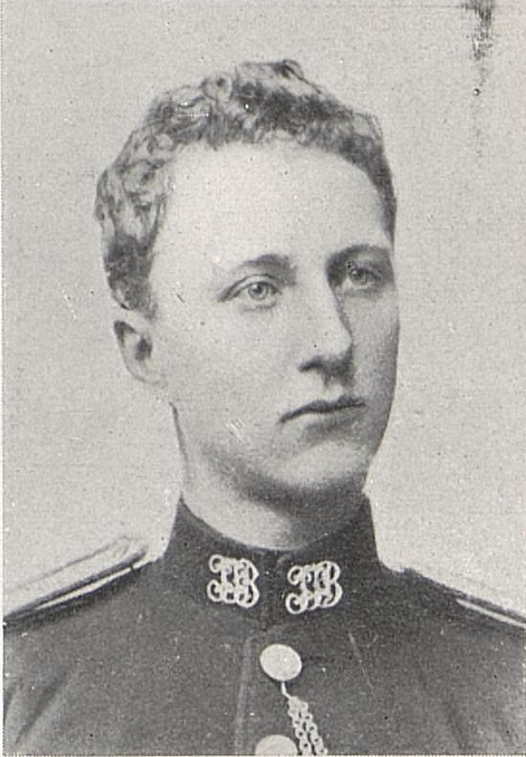
Tycho Castberg als Sekondløitnant, 21. September 1893

Tycho folgte jedoch nicht dem Beruf seines Vaters. Er gab die militärische Laufbahn auf, um Theologie zu studieren (übrigens wie bereits Jahre zuvor sein Großonkel Peter Hersleb Harboe Castberg). Im Studium wurde er stark von Fredrik Petersen beeinflusst: „Ich betrachte Prof. Petersen als den einzigen meiner Lehrer, der einen Einfluss auf meine persönliche Einstellung hatte. Er war derjenige, der meine Ansichten in dieser Zeit des Konflikts zwischen Christentum und Wissenschaft und zwischen altlutherischen und historischen biblischen Ansichten bestimmt hat. […] Die Lösung, die er mir dann für das Verhältnis zur Naturwissenschaft gab, war, dass Glaube und Wissenschaft in derselben Wurzel wurzeln und dass der gläubige Mensch die Naturwissenschaft nicht a priori ablehnen, sondern mit einem gläubigen Verstand intellektuell prüfen soll.“ (zitiert bei)
1897 schloss Tycho Castberg das Studium mit dem Titel cand. theol. ab und im Folgejahr wurde er in Meldal als persönlicher Kaplan (personlig kapellan) angestellt. Am 10. August 1899 heiratete er (auch in Meldal) Wilhelma Marie Støren (* 23. Juli 1875 in Trysil; † 1961), die Tochter des Pfarrers Abraham Wilhelm Støren (1829–1910) und der Lagertha Johanne Dircks (1835–1896). Wilhelma war auch die Schwester des schon genannten Johan Nicolai Støren. Damit war der Bischof doppelt verschwägert, als Ehemann der Schwester und als Bruder der Ehefrau von Tycho.

### New Yorker Seemannsmission
Am Neujahrstag 1902 verabschiedete sich Tycho Castberg von seiner Gemeinde in Meldal, und am 6. Januar bestieg er in Trondheim ein Schiff, um mit der Cunard Line nach New York auszuwandern. Die (noch kleine) Familie begleitete ihn: Ehefrau Wilhelma und die Söhne Tycho (18 Monate alt) und Kåre (5 Monate alt). Die Ankunft war für den 18. Januar geplant, wegen des schlechten Wetters wurde die Zwischenstation Bergen erst mit einem Tag Verspätung erreicht. „Damit war die Route ruiniert. Wir konnten das amerikanische Schiff von Liverpool aus nicht erreichen und waren erst am 25. in New York – mit 8 Tagen Verspätung.“
Die Stelle des Seemannspriesters (sjømannsprest) und zugleich Leiter des Pfarrhauses der Norwegischen Synode für die Seemannsmission (Den norske synodes sjømandsmission prækeplads) war frei geworden, da der bisherige „Missionar“ J. K. Bøe (seit 1894 im Amt) Anfang Februar abreisen würde.

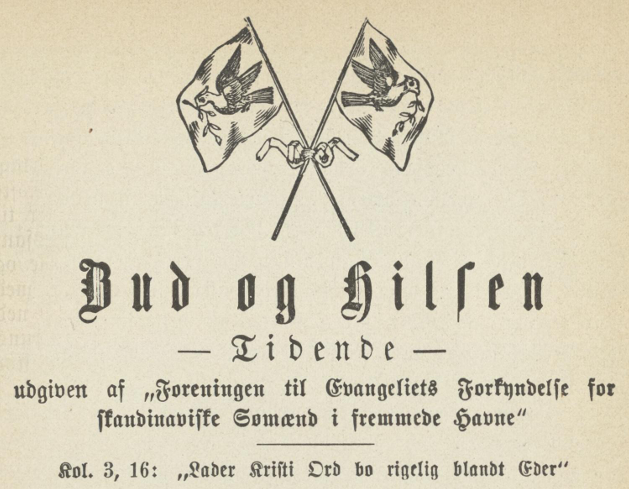
Logo der Missionszeitschrift Bud og hilsen. Hier erschienen Tycho Castbergs Briefe und Rechenschaftsberichte aus New York

Die 1867 gegründete Mission hatte inzwischen ein „beachtliches Betätigungsfeld“ erreicht. Sie verfügte über zwei Kirchen (1872 bzw. 1879 errichtet) und seit 1892 auch über einen separaten Lesesaal. Der Leistungsbericht für das Jahr 1900 zählt auf: „65 Hochämter, 90 Abendgottesdienste, 216 wöchentliche Zusammenkünfte, 1 Vortrag, 6 Diavorträge und 3 festliche Zusammenkünfte. Die Besucherzahl bei den Hochämtern lag zwischen 200 und 600, bei den Abendgottesdiensten zwischen 15 und 40, bei den wöchentlichen Versammlungen zwischen 8 und 30, bei den Vorträgen zwischen 25, bei den Diavorträgen zwischen 60 und 140, bei den Festveranstaltungen zwischen 200 und fast tausend bei der Weihnachtsfeier am zweiten Weihnachtsfeiertag. […] Im Rahmen der Seelsorge für Seeleute und einige ständige Einwohner wurden 27 Taufen, 20 Eheschließungen und 14 Beerdigungen durchgeführt. Die Zahl der Kommunikanten betrug 77.“ (zitiert bei) Damals kamen jährlich etwa 400 norwegische und schwedische Schiffe bzw. 20.000 skandinavische Seeleute im New Yorker Hafen an.
Tycho Castberg „verfügte über gute administrative Fähigkeiten“ die er inner- und außerhalb der Seemannsmission einsetzte. Er gründete einen Förderverein für die Unterstützung der Mission (Unge Sjømænds Kristelige Forening), der am 3. Dezember 1923 sein 20-jähriges Bestehen feierte. Er richtete eine neue Missionsstation in Sydney ein, die 1909 ihre Arbeit aufnahm. Seine jährlichen Rechenschaftsberichte an den Verein für die Verkündigung des Evangeliums an skandinavische Seeleute in fremden Häfen weisen Ein- bzw. Ausgaben von 4000–8000 Dollar aus.
Während seiner New Yorker Zeit war Tycho Castberg auch als Vertreter der  norwegischen Kirche in den Vereinigten Staaten aktiv, und zwar auf der Jahrestagung der Norske synode in Minneapolis 1902, auf deren „Jubiläumssynode“ in Decorah 1903 und an einer Kirchenversammlung in Chicago 1908.

### New York, privat
In der in Bergen erscheinenden Missionszeitschrift Bud og hilsen wurden nicht nur Castbergs Rechnungsabschlüsse veröffentlicht, sondern auch eine Reihe von „Briefen an die Redaktion“, in denen er mit starker persönlicher Note und pastoraler Erbaulichkeit von seinen New Yorker Erlebnissen berichtet.
In New York wuchs Castbergs Familie stark an. Sohn Kåre war leider im Juli 1902 als Einjähriger gestorben, blieb aber das einzige Kind, das sein Erwachsenenalter nicht erreichen würde. In New York geboren wurden die Söhne Wilhelm (* 1902), Arnljot (* 1906), Yngvar (* 1908) und die Tochter Åse (* 1904). Alle vier Kinder erhielten den Namen der Mutter (Støren) als zweiten Vornamen, eine in norwegischen Familien häufige Praxis. Die Taufscheine der Seemannsmission geben auch die Wohnadresse der Familie in Brooklyn an: 58th Street (Wilhelm, am 25. Januar 1903) bzw. 7th Street (Åse, am 24. Juli 1904).

### Kaplan, Pfarrer und Propst in Strinda

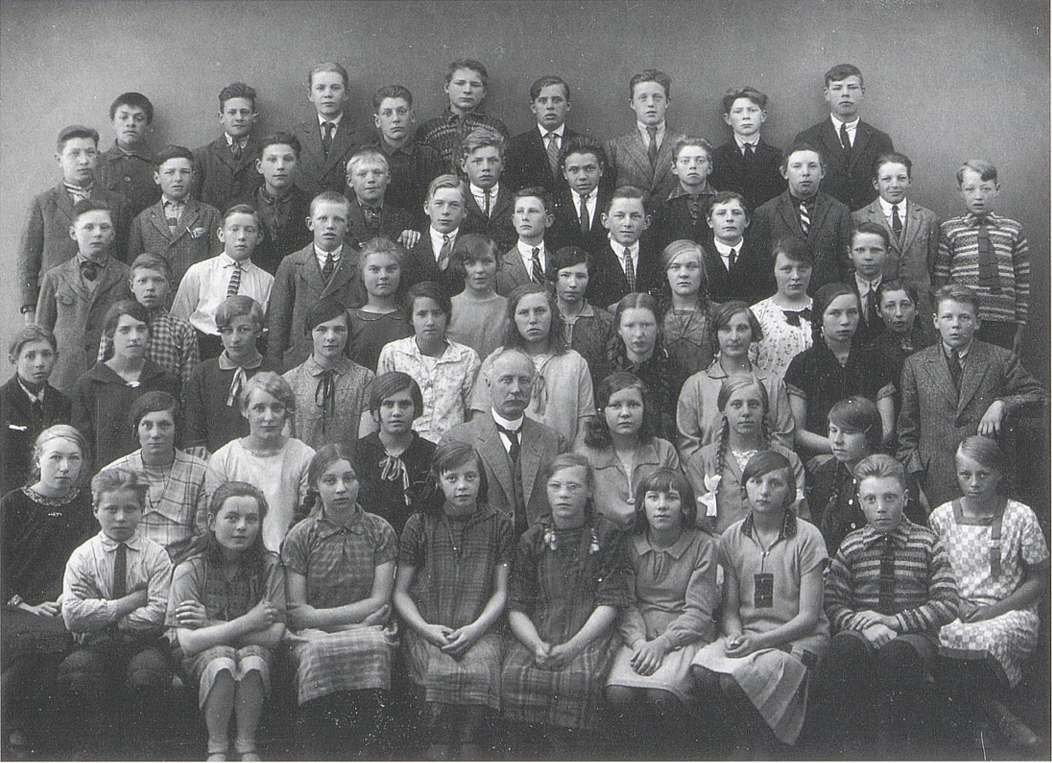
Konfirmanten in der Strinda (Moholt) Kirche, mit Probst Tycho Castberg (1927)

Im Jahre 1910 wurde Tycho Castberg in New York von John Ekeland abgelöst. Die Familie Castberg kehrte nach Norwegen zurück und war zunächst in Kristiania ansässig, wo Tycho als Hilfspfarrer (tredjeprest) die Gemeinde Grønland betreute. Am 20. März 1911 wurde er persönlicher Kaplan in seinem Heimatort Strinda im Pfarrhof Berg. 1918 wurde er zum Gemeindepfarrer (sogneprest) befördert und 1919 zusätzlich zum Propst (prost) des Dekanats Strinda ernannt. Später wurde er in Berg durch einen residierenden Kaplan unterstützt; 1935 war das Gustav Matthias Rosaas. Zu Tychos Aufgabenbereich gehörte auch der Pfarrdienst in den „Irrenanstalten“ Rotvold und Brøset.
Von 1911 bis 1942 bewohnte die Familie Castberg den Pfarrhof Berg. Der Hof befand sich in einem erbärmlichen Zustand. „Da das Pfarrhaus etwas außerhalb der alten Stadtgrenzen lag, gab es keinen Strom. Es gibt Beschreibungen von klaffenden Dachböden, durch die der Schnee fiel. Unter dem Haus befand sich ein kleiner Erdkeller, der sowohl der Pfarrfamilie als auch den Pachtbauern zur Verfügung stand. Der Boden im Keller war so nass, dass man dort unten Galoschen tragen musste, um sich nicht die Beine nass zu machen.“
Nach und nach ließ Tycho Castberg Verbesserungen vornehmen, zunächst Abwasserkanäle und Waschbecken, 1915 wurde Strom eingeleitet, schließlich das gesamte Hauptgebäude und die Stallungen renoviert. Ab den 1920er Jahren wurden große Teile des Grundbesitzes für die Bebauung freigegeben, wobei sich Castberg an der Finanzierung der Aufschlussarbeiten beteiligte. 1929 wurde der Bauernhof an einen Pächter übergeben. 1936 gehörten zum Pfarrhof 5 Hektar Garten und 150 Hektar Acker. „Castberg war ein sehr geschäftstüchtiger Geistlicher und scheute keine Kosten.“
In Strinda wurden dem Ehepaar Castberg noch vier Kinder geboren, die Söhne Knut (* 1912) und Odd (* 1913), sowie die Töchter Gerd (* 1913, Zwillingsschwester von Odd) und Sonja (* 1914). Auch diese vier Kinder führten Støren als zweiten Vornamen.

### Ehrenämter
Neben dem Pfarreramt hatte Tycho Castberg eine Reihe von ehrenamtlichen Funktionen inne. Er war 1912–1932 und 1935–1939 Vorsitzender des Schulausschusses von Strinda und unter seinem Namen wurden im Lærerindernes blad die Ausschreibungen offener Lehrerstellen veröffentlicht. Für diese Arbeit wurde er 1939 mit der Königlichen Goldenen Verdienstmedaille (Kongens fortjenstmedalje til belønning for fortjenester av kunst, vitenskap og næringsliv samt for utmerket forhold i offentlig tjeneste, i gull) ausgezeichnet.

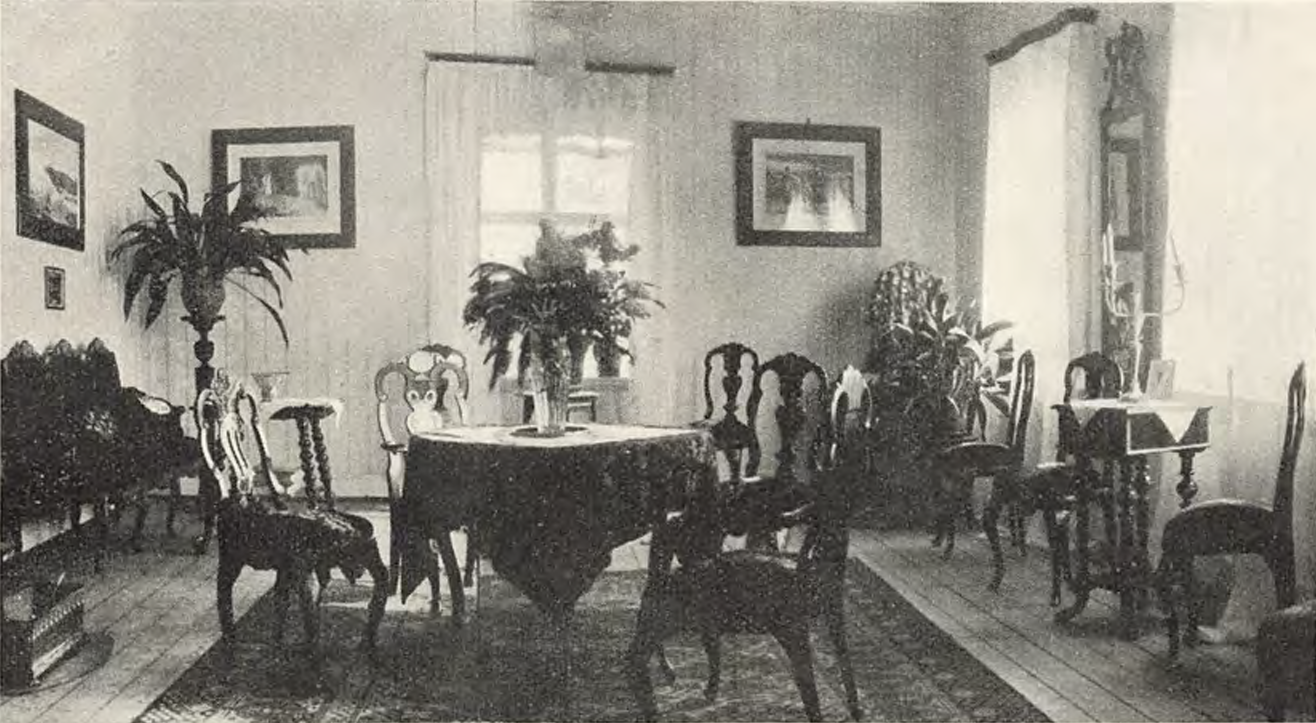
Salon im Pfarrhaus Berg

Von 1928 bis 1931 war er für die Arbeiterpartei Mitglied und Vorsitzender des Gemeinderats. Als sich die Partei seiner Meinung nach unter dem Einfluss von Edvard Bull (1881–1932) radikalisierte und persönliche Überzeugungen einschränkte, trat er aus der Partei aus und hielt sich fortan von Politik fern.
Als Vorstandsmitglied der Priestervereinigung der Norwegischen Kirche (Den norske kirkes presteforening ) setzte er sich ab September 1913 für landesweite ehrenamtliche Pfarrgemeinderäte und damit für die Bildung eines Gemeindeverbandes der norwegischen Kirche (Den norske kirkes menighetsforbund) ein. Unter dem Vorsitz des Pfarrers sollten für vier Jahre gewählte Gemeindemitglieder die religiöse und karitative Arbeit in der Gemeinde organisieren, bei der Ernennung von Priestern Stellung nehmen und „dafür sorgen, dass das Wort Gottes von Laien oder Gelehrten [av læg eller lærd] ausgiebig gepredigt wird, insbesondere sollte – soweit möglich – keine Kirche an einem Sonn- oder Feiertag unbesetzt bleiben.“
Tycho Castberg blieb auch in Strinda der Seemannsmission (Den norske sjømannsmisjon) verbunden und war von 1918 bis 1942 Vorsitzender ihrer Trondheimer Ortsgruppe. Von besonderer Bedeutung war für ihn die Friedensbewegung, für die er sich in mehreren Organisationen engagierte, als Vorsitzender der Nidaros Fredslag (1928–1936), als Vorstandsmitglied von Norges Fredsforening (ebenfalls 1928–1936) und Vorsitzender ihres Trondheimer Zweiges, sowie als Mitglied der Weltfriedensvereinigung der Priester (prestenes verdensfredsforening).

### Reisen
Tycho Castbergs Mitgliedschaften gaben ihm in den 1920er Jahren die Gelegenheit zu Auslandsreisen. Im Juli und August 1925 war er in Archangelsk, wo er „Gelegenheit hatte, die Stellung der russischen Kirche unter dem bolschewistischen Regime zu studieren.“ Im Sommer 1928 nahm er an zwei ausländischen Friedenskonferenzen teil, zunächst im Juli in Stockholm, dann im August in Amsterdam bei der Weltfriedensvereinigung der Priester. Von dort aus reiste er mit dem Flugzeug nach Malmö, was ihn sehr beeindruckte.
Am 5. Oktober 1928 verließ er mit dem Schiff Stavangerfjord Oslo, um als Gast der Den norske Amerikalinjes zusammen mit vier anderen Seemannsseelsorgern nach New York zu reisen, wo er an der Einweihung der neuen Kirche der Seemannsmission in Brooklyn teilnahm. 1931 reisten Tycho und Wilhelma zur Erholung für drei Monate „in den Süden und besuchten Paris, Marseille, mehrere Städte an der Riviera, Rom, Mailand, München und Berlin.“

### Und die Kinder?

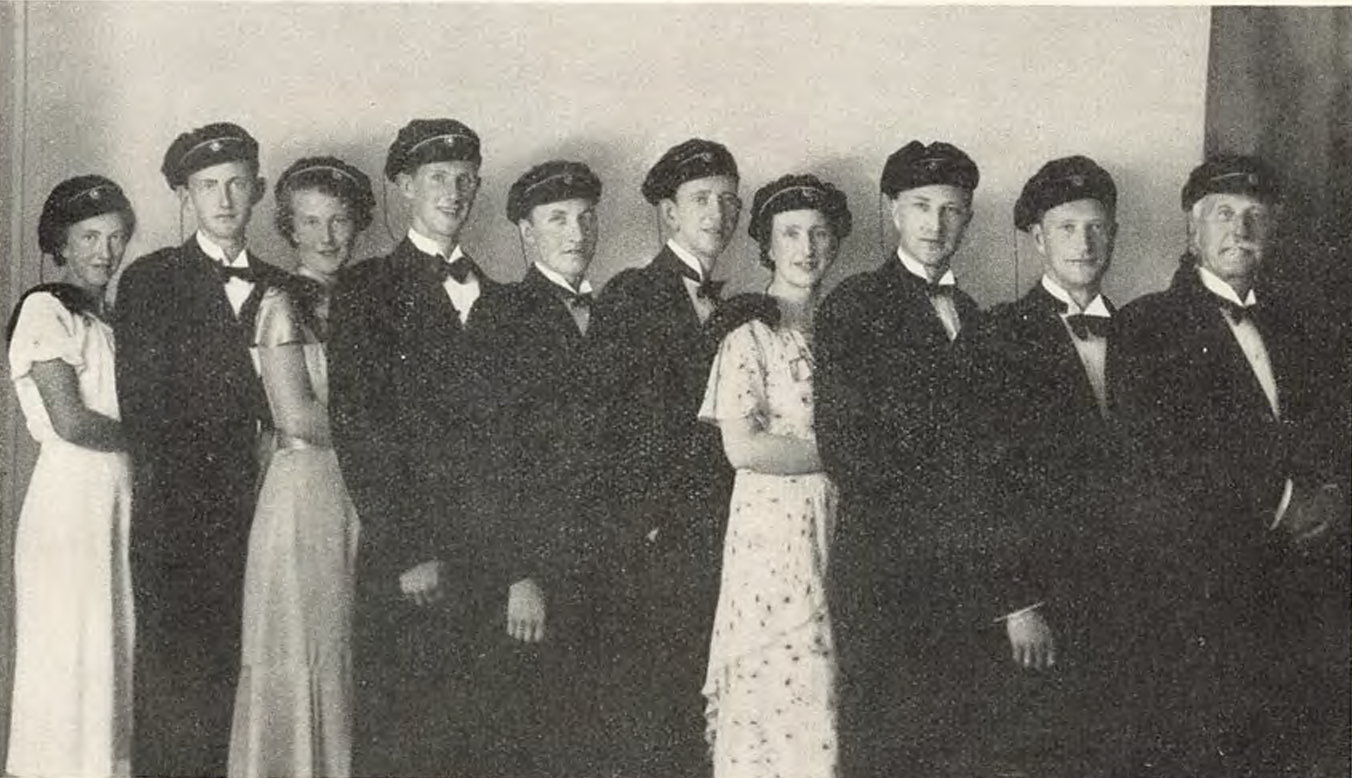
Die Studenten Castberg der Jahrgänge 1891 bis 1935

Anlässlich des 50. Jahrestags seines Examen artium brachte Tycho Castberg in seinem Beitrag zum Erinnerungsbuch Studentene fra 1891 seinen Familienstolz zum Ausdruck: „Seit 1916 sind unsere neun Kinder erwachsen geworden. Alle haben ihren Abschluss gemacht, das letzte 1935. In diesem Jahr ging das Bild von uns 10 Schülern in allen Zeitungen des Landes umher. Es ist vielleicht ein Rekord unter unserem Jahrgang und verdient daher ein Bild im Schülerbuch.“
Acht der neun Kinder schlossen auch ein Studium ab, in verschiedenen Fächern: Architektur, Theologie, Landwirtschaft, Medizin, Kunstgewerbe, Philologie. Tycho Castberg, der älteste Sohn, wurde mit seinem eigenen Architekturbüro in Trondheim bekannt; Knut Castberg als Lehrer an der Staatlichen Gartenbauschule Oslo. Wilhelm und Yngvar wurden Pfarrer, Letzterer in der Seemannsmission in London, Rotterdam und Frankreich.

### Rückzug
Mit dem Erreichen des gesetzlichen Rentenalters wurde Tycho Castberg am 4. Juni 1942 als Pfarrer und Propst pensioniert. 1941 stellte er rückblickend fest, 31 Jahre lang Pfarrer gewesen zu sein, und: „Im Mai 1942 ließ ich mich in Furnes bei Hamar nieder, wo ich ein wunderschönes Haus mit herrlichem Blick auf den Mjøsa-See bewohne und das Leben im Herzen Norwegens genieße.“
Auf seiner Todesanzeige vom 21. November 1948 sind die Namen seiner neun Kinder und der Schwiegerkinder versammelt. Die Beerdigung am 26. November im Krematorium Hamar war „eine seltene, schöne und stimmungsvolle Zeremonie. […] Propst Castberg wollte keine Blumen, aber die Kapelle war wunderschön mit Kerzen und Grünzeug geschmückt.“

## Mitglied der Familie Castberg
Tycho Castberg ist ein Mitglied der gleichnamigen alten norwegischen Familie, die seit dem 17. Jahrhundert immer wieder prominente Vertreter hervorgebracht hat. Sie geht auf den Dänen Tyge Nielssøn zurück, der 1643 nach Kristiania einwanderte und dort das älteste in Norwegen noch erhaltene Buch druckte. In den Ausgaben von Hvem er hvem? seit 1912 waren immer einige Castbergs enthalten; in der kurz vor Tychos Tod erschienenen Ausgabe 1948 waren es außer Tycho noch Frede Castberg und Leif Castberg.

## Weblinks

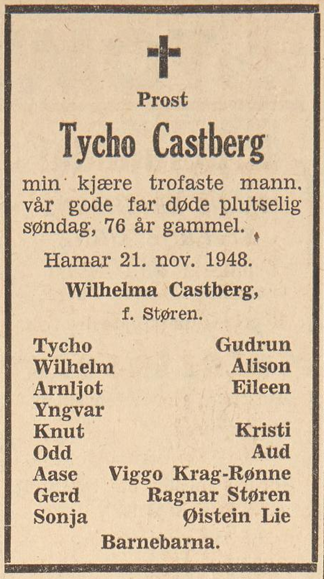
Todesanzeige Tycho Castberg, Hamar, 21. November 1948